# گنجشک پیش‌اهلی
گنجشک پیش‌اهلی (نام علمی: Passer predomesticus) نام یک گونه از سرده گنجشک‌های راستین است.